# ささやかな祈り
『ささやかな祈り』（ささやかないのり）は、日本の音楽グループEvery Little Thingの21枚目のシングル。2002年8月16日発売。

## 解説
前作『キヲク』から3か月でのリリース。本作は金曜日にリリースされた。
PVには、持田と仲の良い女優の坂井真紀が出演している。

## 収録曲
1. ささやかな祈り
（作詞：持田香織 / 作曲：多胡邦夫 / 編曲：expo & Every Little Thing）
テレビ朝日系列『やじうまプラス』テーマソング
2. AMBIVALENCE
（作詞：持田香織 / 作曲：多胡邦夫 / 編曲：村田昭 & Every Little Thing）
日本テレビ系列「トヨタプリンセス2002」大会イメージソング
3. デージー
（作詞：持田香織 / 作曲：多胡邦夫 / 編曲：expo & Every Little Thing）
歌詞に「四次元ポケット」という言葉が出てくる。本作のみの収録となっている。
4. ささやかな祈り (Instrumental)
5. AMBIVALENCE (Instrumental)
6. デージー (Instrumental)

## 楽曲の収録アルバム
ささやかな祈り
- 『Many Pieces』
- 『Every Best Single 2』
- 『ACOUSTIC:LATTE』※アレンジ、新録音して収録
- 『Every Best Single 〜COMPLETE〜』
- 『Every Best Single 2 〜MORE COMPLETE〜』
- 『Every Best Single 2 〜middLe period〜』

AMBIVALENCE
- 『Many Pieces』